# Eishockey-Bundesliga 1977/78
Die Saison 1977/78 der Eishockey-Bundesliga war die 20. Spielzeit der höchsten deutschen Eishockeyliga. Deutscher Meister wurde der SC Riessersee, der mit seinem neunten Meistertitel in die Bundesligaspitze zurückkehren konnte, nachdem er in den beiden Vorjahren noch gegen den Abstieg hatte kämpfen müssen. Der Titelverteidiger Kölner EC hatte nach der Vorrunde noch den ersten Platz belegt, beendete die Saison jedoch am Ende auf dem dritten Platz. Vizemeister wurde der Berliner SC.
Durch die nach Saisonschluss verfügte Aufstockung der Liga verblieb der sportliche Absteiger EC Deilinghofen in der Bundesliga. Neben dem Meister der 2. Bundesliga, dem Augsburger EV stieg auch der Zweite, der Mannheimer ERC, in die Bundesliga auf. Durch den Konkurs des Krefelder EV rückte zusätzlich der Dritte der 2. Bundesliga, der ESV Kaufbeuren nach.

## Voraussetzungen

### Teilnehmer
Zehn Vereine nahmen an der Eishockey-Bundesliga 1977/78 teil:
| Klub            | Vorjahr           |
| --------------- | ----------------- |
| VfL Bad Nauheim | 6.                |
| Berliner SC     | 5.                |
| Düsseldorfer EG | 4.                |
| EV Füssen       | 8.                |
| ECD Iserlohn    | Aufsteiger        |
| Kölner EC       | Deutscher Meister |
| Krefelder EV    | 2.                |
| EV Landshut     | 3.                |
| SC Riessersee   | 7.                |
| EV Rosenheim    | 9.                |

### Modus
Der Modus war identisch zum Vorjahr. Nach einer Doppelrunde als Vorrunde qualifizierten sich die besten sechs Teams für die Meisterrunde. In dieser wurde in Form einer Einfachrunde der Meister ermittelt. Die vier letztplatzierten Teams spielten die Abstiegsrunde.

## Vorrunde

### Abschlusstabelle
|     |                 | Sp | S  | U | N  | Tore    | Punkte |
| --- | --------------- | -- | -- | - | -- | ------- | ------ |
| 1.  | Kölner EC       | 36 | 25 | 2 | 09 | 230:121 | 52:20  |
| 2.  | SC Riessersee   | 36 | 24 | 3 | 09 | 255:120 | 51:21  |
| 3.  | Krefelder EV    | 36 | 25 | 1 | 10 | 223:135 | 51:21  |
| 4.  | Berliner SC     | 36 | 24 | 2 | 10 | 182:133 | 50:22  |
| 5.  | EV Landshut     | 36 | 19 | 5 | 12 | 170:121 | 43:29  |
| 6.  | Düsseldorfer EG | 36 | 14 | 4 | 18 | 164:162 | 32:40  |
| 7.  | VfL Bad Nauheim | 36 | 15 | 2 | 19 | 147:182 | 32:40  |
| 8.  | EV Füssen       | 36 | 12 | 2 | 22 | 120:193 | 26:46  |
| 9.  | EV Rosenheim    | 36 | 05 | 5 | 26 | 123:232 | 15:57  |
| 10. | EC Deilinghofen | 36 | 03 | 2 | 31 | 111:300 | 08:64  |

Abkürzungen: Sp = Spiele, S = Siege, U = Unentschieden, N = Niederlagen; Erläuterungen: Meisterrunde, Abstiegsrunde

## Meisterrunde
|    |                 | Sp | S  | U | N  | Tore    | Punkte |
| -- | --------------- | -- | -- | - | -- | ------- | ------ |
| 1. | SC Riessersee   | 46 | 31 | 4 | 11 | 276:157 | 66:26  |
| 2. | Berliner SC     | 46 | 31 | 3 | 12 | 216:158 | 65:27  |
| 3. | Kölner EC       | 46 | 28 | 5 | 13 | 277:161 | 61:31  |
| 4. | Krefelder EV    | 46 | 26 | 3 | 17 | 258:194 | 55:37  |
| 5. | EV Landshut     | 46 | 23 | 6 | 17 | 207:164 | 52:40  |
| 6. | Düsseldorfer EG | 46 | 18 | 4 | 24 | 203:201 | 40:52  |

Abkürzungen: Sp = Spiele, S = Siege, U = Unentschieden, N = Niederlagen; Erläuterungen: Deutscher Meister

## Abstiegsrunde
|    |                 | Sp | S  | U | N  | Tore    | Punkte |
| -- | --------------- | -- | -- | - | -- | ------- | ------ |
| 1. | VfL Bad Nauheim | 48 | 21 | 4 | 23 | 219:233 | 46:50  |
| 2. | EV Füssen       | 48 | 18 | 2 | 28 | 198:266 | 38:58  |
| 3. | EV Rosenheim    | 48 | 12 | 5 | 31 | 177:289 | 29:67  |
| 4. | EC Deilinghofen | 48 | 06 | 4 | 38 | 172:380 | 16:80  |

Abkürzungen: Sp = Spiele, S = Siege, U = Unentschieden, N = Niederlagen; Erläuterungen: Abstieg

## Ranglisten

### Beste Scorer
| Spieler           | Team          | Spiele | Tore | Assists | Punkte |
| ----------------- | ------------- | ------ | ---- | ------- | ------ |
| Erich Kühnhackl   | Kölner EC     | 46     | 52   | 43      | 95     |
| Craig Sarner      | Kölner EC     |        | 49   | 42      | 91     |
| Murray Heatley    | SC Riessersee | 43     | 50   | 38      | 88     |
| Dick Decloe       | Krefelder EV  |        | 67   | 19      | 86     |
| Martin Wild       | SC Riessersee |        | 43   | 43      | 86     |
| Lothar Kremershof | Krefelder EV  |        | 42   | 38      | 80     |
| Marcus Kuhl       | Kölner EC     |        | 40   | 36      | 76     |
| Alois Schloder    | EV Landshut   | 46     | 27   | 32      | 59     |
| Petr Hejma        | Krefelder EV  |        | 28   | 29      | 57     |
| Helmut Steiger    | EV Landshut   |        | 38   | 18      | 56     |

### Beste Verteidiger
| Spieler         | Team          | Spiele | Tore | Assists | Punkte | Strafmin. |
| --------------- | ------------- | ------ | ---- | ------- | ------ | --------- |
| Ignaz Berndaner | SC Riessersee | 46     | 12   | 32      | 44     | 0         |
| Vic Stanfield   | Krefelder EV  | 46     | 12   | 29      | 41     | 0         |
| Robert Murray   | SC Riessersee | 46     | 10   | 28      | 38     | 0         |

## Kader des Deutschen Meisters
| Deutscher Meister SC Riessersee | Torhüter: Peter Wasl, Max Fink Verteidiger: Joachim Reil, Ignaz Berndaner, Robert Murray, Peter Gailer, Hans Konstanzer, Herbert Heinrich Angreifer: Murray Heatley, Martin Wild, Robert Heinrich, Franz Reindl, Bertolt Hartelt, Hans Diepold, Les Koch, Hubert Müller, Anton Pohl, Hans Scherer, Alfred Pfohmann, Hans Nominikat, Peter Koch, Ernst Velten Cheftrainer: Jozef Golonka |